# Novoríbnaia
Novoríbnaia (en rus: Новорыбная) és un poble (un possiólok) del krai de Krasnoiarsk, a Rússia, que en el cens del 2010 tenia 556 habitants. Pertany al districte de Dudinka.